# Coste medio
En economía, el coste medio o costo medio es igual al coste total dividido por el número de unidades producidas (Cantidad= Q). También es igual a la suma del coste variable medio (Coste variable total dividido por Q) más el coste fijo medio (coste fijo total dividido por Q).
{\displaystyle C_{Me}={\frac {C_{T}}{Q}}\,}
donde:
{\displaystyle C_{T}} - coste total
{\displaystyle Q} - cantidad